# Astasia
Genre
Astasia est un genre d'excavates de la famille des Euglenaceae, semblables à des Euglena sans chloroplastes.

## Liste d'espèces
Selon ITIS (6 déc. 2010) :
- Astasia acus
- Astasia applanata
- Astasia curvata
- Astasia dangeardi
- Astasia fritschi
- Astasia halli
- Astasia inflata
- Astasia klebsi
- Astasia longa Pringsheim, 1942
- Astasia sagittifera
- Astasia torta

Selon World Register of Marine Species (6 déc. 2010) :
- Astasia longicaudata Kufferath, 1950